# قرار مجلس الأمن التابع للأمم المتحدة رقم 1967
قرار مجلس الأمن التابع للأمم المتحدة رقم 1967، المتخذ بالإجماع في 19 يناير 2011، بعد التذكير بالقرارات السابقة بشأن الوضع في ساحل العاج، بما في ذلك القرارات 1933 (2010)، 1942 (2010)، 1946 (2010)، 1951 (2010) و1962 (2010)، زاد المجلس عدد القوات في عملية الأمم المتحدة في ساحل العاج بمقدار 2000 فرد. كان هذا أول قرار لمجلس الأمن يتخذ في عام 2011.
ومن شأن القرار أن يعزز عدد قوات حفظ السلام التابعة للأمم المتحدة إلى 12 ألف جندي.

## القرار

### أعمال
ووفقًا للفصل السابع من ميثاق الأمم المتحدة، فوض المجلس 2000 جندي إضافي لبعثة الأمم المتحدة في كوت ديفوار بالبقاء في البلاد، جنبًا إلى جنب مع القوات المصرح بها في القرار 1942، حتى 30 يونيو 2011. وأُذن لثلاث سرايا مشاة ووحدة طيران من بعثة الأمم المتحدة في ليبريا بالبقاء في كوت ديفوار لمدة أربعة أسابيع أخرى إذا لزم الأمر، بينما كان من المقرر نقل ثلاث طائرات عمودية مسلحة من بعثة الأمم المتحدة في ليبريا إلى عملية الأمم المتحدة في كوت ديفوار للفترة نفسها. كما سمح القرار بنشر 60 شرطيًا إضافيًا للتعامل مع الحشود غير المسلحة. وسيراجع الأمين العام جميع الترتيبات المؤقتة بحلول 31 آذار / مارس 2011.
وطالب المجلس جميع الأطراف باحترام سلامة وحرية حركة عملية الأمم المتحدة في كوت ديفوار وموظفي الأمم المتحدة الآخرين والقوات الفرنسية الداعمة. علاوة على ذلك، طالب، دون المساس بحرية التعبير، وسائل الإعلام الحكومية، بما في ذلك البث التلفزيوني الإيفواري، بالكف عن نشر معلومات كاذبة عن الأمم المتحدة والتحريض على الكراهية والعنف. وأكد المجلس من جديد التهديد بفرض عقوبات على من يعرقل عمل الأمم المتحدة في كوت ديفوار.